# Calamagrostis dmitrievae
Calamagrostis dmitrievae är en gräsart som beskrevs av Nikolai Nikolaievich Tzvelev. Calamagrostis dmitrievae ingår i släktet rör, och familjen gräs. Inga underarter finns listade i Catalogue of Life.